# Paparazzi/A Blues for Me
Paparazzi/A Blues for Me è un singolo di Paolo "Apollo" Negri.
Il disco è stato prodotto dalla Hammondbeat Records e contiene 2 brani inediti, che vedono la collaborazione della cantante statunitense Teresa Reeves-Gilmer.

## Tracce

### Lato A
1. Paparazzi (4:13)

### Lato B
1. A Blues for Me (3:45)

## Musicisti
- Nicola Bernardoni - Batteria
- Teresa Reeves-Gilmer - Voce
- Paolo Negri - Organo Hammond